# Филиппины на летних Олимпийских играх 1932
Филиппины принимала участие в Летних Олимпийских играх 1932 года в Лос-Анджелесе (США) в третий раз за свою историю, и завоевала три бронзовых медали.

## Бронза
- Лёгкая атлетика, мужчины — Симеон Торибио.
- Бокс, мужчины — Хосе Вильянуэва.
- Плавание, мужчины, 200 метров, брасс — Теофило Ильдефонсо.